# Aspidiotus philippinensis
Aspidiotus philippinensis är en insektsart som beskrevs av Velasquez 1971. Aspidiotus philippinensis ingår i släktet Aspidiotus och familjen pansarsköldlöss.
Artens utbredningsområde är Filippinerna. Inga underarter finns listade i Catalogue of Life.